# Феличиано, Порфирио
Порфирио Феличиано (1562 — 2 октября 1632 или 1634, Фолиньо) — итальянский поэт и религиозный деятель, прелат.
По происхождению был швейцарцем, родился в кантоне Во. Получил разностороннее образование: изучал философию, математику, право, литературу и латинский язык; в изучении последнего особенно преуспел и уже в молодости пользовался благодаря своей учёности большим уважением. После получения духовного сана первоначально служил секретарём при кандинале Сальвисти, затем оказался на службе в той же должности у папы римского Павла V, который впоследствии за хорошую службу назначил его епископом Фолиньо. В этом сане Феличиано прожил до конца жизни.
Свои произведения Феличиано писал на латыни. Собрание его стихотворений вышло под заглавием «Rime diverse, morali e spirituali» (Фолиньо, 1630). Кроме того, сохранилось некоторое количество его писем («Lettres»), написанных на итальянском и латинском языках.